# Ligne de Remilly-Aillicourt à Raucourt
La ligne de Remilly-Aillicourt à Raucourt est une ancienne ligne de chemin de fer reliant la gare de Remilly-Aillicourt à Raucourt-et-Flaba, dans les Ardennes, en France. Elle constituait une antenne d’environ 7 km de la ligne de Lérouville à Pont-Maugis.
Déclarée d’utilité publique le 9 novembre 1867 au titre de l’intérêt local, la ligne est classée dans le réseau d’intérêt national par la loi en 1901. Elle est déclassée par décret du 24 février 1975.